# Metträsket (Jokkmokks socken, Lappland, 736484-169411)
Metträsket är en sjö i Jokkmokks kommun i Lappland och ingår i Luleälvens huvudavrinningsområde. Sjön är 11,5 meter djup, har en yta på 0,0864 kvadratkilometer och befinner sig 363,7 meter över havet.

## Delavrinningsområde
Metträsket ingår i det delavrinningsområde (736646-169187) som SMHI kallar för Mynnar i Vuollaure. Medelhöjden är 368 meter över havet och ytan är 13,73 kvadratkilometer. Det finns inga avrinningsområden uppströms utan avrinningsområdet är högsta punkten. Vattendraget som avvattnar avrinningsområdet har biflödesordning 3, vilket innebär att vattnet flödar genom totalt 3 vattendrag innan det når havet efter 165 kilometer. Avrinningsområdet består mestadels av skog (55 procent) och sankmarker (30 procent). Avrinningsområdet har 0,99 kvadratkilometer vattenytor vilket ger det en sjöprocent på 7,2 procent.